# Modius
Modius, en català modi (plural llatí modii) era una unitat de mesura romana de capacitat equivalent a 8,754 litres. Un modius castrensis cumulatus era equivalent a 1,5 modii italici i un modius castrensis xystos era equivalent a 22 sextarii.
Un modi era equivalent a un terç d'un àmfora quadrantal. Contenia 16 sextarii, 32 heminae, 64 quartari, 128 acetabula i 192 cyathi. Comparat amb la mesura grega era un sext d'un medimne. Els grangers utilitzaven gerres de tres i deu modis. També s'anomena modi a una terç d'una jugera.
A l'edat mitjana el pes del modi, anomenat en català muig, va canviar. És documentat a l'època carolíngia i després durant la baixa edat mitjana. Es considera, per exemple, que, com a mesura d'àrids, al Rosselló, a la fi del segle xii, era equivalent a 30 litres. Al final de l'edat mitjana, el seu pes encara va augmentar més, atès que es considerava que feia 2 quintars (i que, per tant, corresponia a uns 80-100 litres, depenent del lloc).